# Лондонски конвенции за агресията (1933)
Лондонските конвенции за агресията се подписани през периода 3 - 5 юли 1933 г. Инициирани са от Максим Литвинов - народен комисар по външните работи на Съветския съюз.
Сключени са 3 конвенции за определяне на агресията:
- конвенция между Афганистан, Естония, Иран, Латвия, Полша, Румъния и СССР, подписана на 3 август. Финландия се присъединява към нея през 1934 г.
- конвенция между Румъния, СССР, Турция, Чехословакия и Югославия, подписана на 4 август.
- конвенция между Литва и СССР, подписана на 5 август.

Лондонските конвенции определят понятието агресор, разработено от Комисията на Конференцията по разоръжаване през май 1933 г. Те определят, че в международен конфликт за нападател (агресор) ще бъде призната държавата, която извърши някое от следните действия:
- обяви война на друга държава;
- нахлуе с въоръжените си сили, без да обяви война, на територия на друга държава;
- нападне със сухопътните, военноморските или военновъздушните си сили, без да обяви война, територията, плавателните съдове или въздушните обекти на друга държава;
- приложи морска блокада на бреговете или пристанищата на друга държава;
- подкрепи въоръжени банди, които са организирани на нейна територия и нахлуват на територията на друга държава, или откаже да изпълни искането на държавата, подложена на нахлуване, да предприеме на своя територия всички зависещи от нея мерки за лишаване на споменатите банди от всякаква помощ или покровителство.

Положенията на тези конвенции са използвани от ООН при разработване на определението на понятието агресия, прието от Общото събрание на Организацията на обединените нации през 1974 г.